# Browar Saskich w Radomiu
Browar Saskich w Radomiu – browar działający od 1812 do lat 90. XX wieku w Radomiu. Jeden z jego budynków został wpisany do rejestru zabytków.

## Historia
Niewielkich rozmiarów zakład browarniczy zbudował Aleksander Kłosowski w 1812. Rozbudował go po powstaniu listopadowym osiadły w Radomiu Józef Saski (1812-1892), który ożenił się z Anną Kłosowską. Rodzinny interes rozwijał też syn Józefa, Juliusz (1849-1919), który umiejętności piwowarskie doskonalił w Moskwie, Niemczech i Austrii. Po spłaceniu wspólników stał się jedynym właścicielem przedsiębiorstwa i na tyle dobrze prowadził sprzedaż, że wybudował niewielki pałacyk przy browarze. Produkowano wówczas następujące gatunki piwa: Bawarskie, Eksportowe, Porter, Pilzeńskie, Marcowe oraz (najsłynniejsze) EL, które reklamowano sloganem: Wszak wszyscy to wiecie, Radom słynie w świecie, od Karpat po Hel, piwem Saskiego EL.

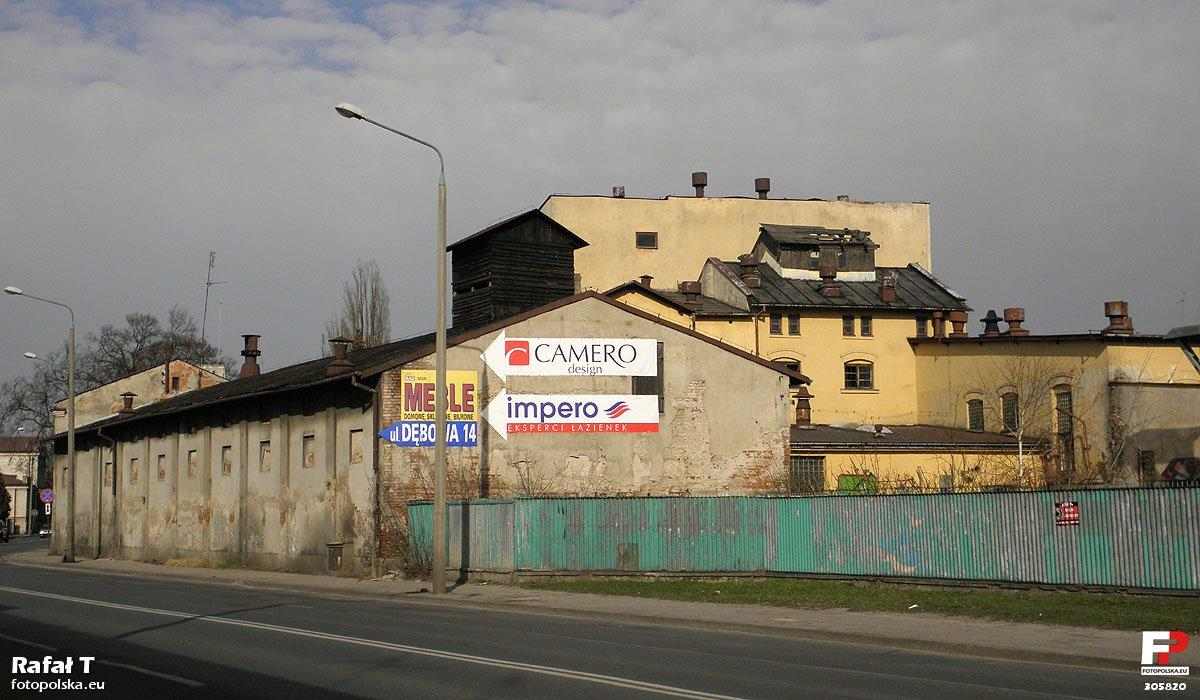
Zabudowania zakładowe w 2012

W latach 1901–1907 budynki produkcyjne zmodernizowano oraz przebudowano według projektu Antoniego Wąsowskiego. Zainstalowano maszynę parową, wkrótce zastąpioną silnikami spalinowymi. produkowano piwa pilzneńskie Jasne, bawarskie Lagrowe i zwyczajne. Kupiono też posesję po dawnym browarze Zeligera na terenie podmiejskiej wsi Oświęcim i uruchomiono fabrykę wódek oraz likierów. Juliusz Saski został odznaczony w 1899 za "postęp w przemyśle piwowarskim, za wysoce ekstraktowe piwo monachijskie" złotym medalem na Wystawie Przemysłowo-Rolniczej w Radomiu. Po jego śmierci interes przejęli synowie: Jan i Józef, którzy uruchomili przedsiębiorstwo pod nazwą Browar Parowy Jan Saski i S-ka. Wprowadzili na rynek nowe gatunki piwa, niektóre opatentowali i ulepszyli technologię (w 1914 produkowali 14.000 hektolitrów piwa i jako pierwsi w Polsce zainstalowali aluminiowe zbiorniki na piwo). W 1929 dysponowali czternastoma składami piwa na Mazowszu i w Świętokrzyskiem.
W trakcie okupacji niemieckiej Jan Saski zatrudniał w browarze znacznie więcej osób, niż było potrzeba, chroniąc ludność przed wywózkami na roboty przymusowe. Przydzielał też deputaty piwa na spieniężenie. Ukrywał Żydów i pomagał im materialnie, ocalając od śmierci z rąk Niemców.
W 1948 zakład znacjonalizowano, mimo wysłanego przez pracowników do wicemarszałka Sejmu Stanisława Szwalbego listu z prośbą o pozostawienie właścicieli. Został włączony do Radomskich Zakładów Spożywczych Przemysłu Terenowego. Jan Saski pracował jeszcze przez krótki czas w swoim byłym browarze jako kierownik techniczny, ale wkrótce komuniści zabronili mu to robić. 
Po 1989 przedsiębiorstwo nabył Browar Warka, ale w końcu lat 90. XX w. produkcję wstrzymano. Budynki za darmo przejęło miasto, jednak właściciel zastrzegł, że nie wolno w nich warzyć piwa. Obiekty niszczały, kilkakrotne próby sprzedaży zakończyły się fiaskiem, a z czasem nabył je właściciel browaru "Czarny Kot".
W kwietniu 2023 roku nowy właściciel rozpoczął remont obiektów i uruchomił pod nazwą Browary Radomskie ponownie produkcję piwa przy ul. Limanowskiego 29.